# Вид на жительство в Латвии
Вид на жи́тельство в Ла́твии (латыш. Uzturēšanās atļauja) — документ, который даёт иностранному гражданину право на пребывание в Латвийской Республике в течение определённого времени (временный вид на жительство) или постоянно (постоянный вид на жительство).
Иностранный гражданин в определении «Закона об иммиграции» — лицо, не являющееся гражданином Латвии или негражданином Латвии. Вид на жительство в Латвии предусматривает безвизовое посещение любой страны Шенгенской зоны. Безвизовое посещение не распространяется на Ирландию и Великобританию. Латвийская Республика является страной-участницей Европейского союза и участником Шенгенского соглашения.
Работу «Закона об иммиграции» регулируют «Правила вида на жительство» (латыш. Uzturēšanās atļauju noteikumi).
С апреля 2012 года временный или постоянный вид на жительство в Латвии выдается в формате ID-карты (e-ID). Новые правила устанавливают обязательность получения e-ID для иностранцев проживающих в Латвии — это лица без гражданства или с альтернативным статусом, беженцы, а также все граждане третьих стран имеющие временный или постоянный вид на жительство. ID-карта признается в качестве полноценного удостоверяющего личность документа на территории Латвии.
Иностранцам при передвижении по территории Евросоюза в пределах Шенгенской зоны нельзя использовать электронную ID-карту в качестве удостоверяющего личность документа.

## Для чего нужен временный вид на жительство в Латвии
- Для проживания на территории Латвии более чем 90 дней в течение полугода.
- Для свободного перемещения и проживания сроком до 90 дней в течение полугода внутри стран Шенгенского соглашения.
- Временный вид на жительство выдается сроком до 5 (пяти) лет, по истечении которых можно оформить новый временный вид на жительство на срок до 5 (пяти) лет.
- По истечении 5 (пяти) лет есть возможность получить постоянный вид на жительство. По истечении 5 (пяти) лет, при соблюдении определенных условий, существует возможность получить бессрочный (постоянный) вид на жительство.
- По истечении 5 (пяти) лет есть возможность получить статус постоянного жителя Европейского Союза.
- По истечении 10 (десяти) лет есть возможность получить гражданство. После прохождения процедуры натурализации возможно стать полноценным гражданином ЕС.

Получение постоянного вида на жительство в Латвии, статуса постоянного жителя Европейского Союза или гражданства Латвии, не является обязательным и не присваивается лицам автоматически.

## Получение вида на жительство в Латвии иностранными инвесторами и другие причины
С 1 января 2015 года в «Законе об иммиграции» появилась возможность оформить временный вид на жительство в Латвии через покупку государственных ценных бумаг. Государством по беспроцентным государственным облигациям установлен срок погашения 5 лет, без права досрочного востребования и получения процентов. Чтобы получить вид на жительство необходимо вложить сумму в размере 250 000 EUR. Дополнительно необходимо уплатить взнос в государственный бюджет в размере 25 000 EUR. Это единственная статья в «Законе об иммиграции», где временный вид на жительство через беспроцентные государственные облигации сразу выдается на срок пять лет (без ежегодной регистрации).
Правительство Латвии в 2010 году внесло ряд изменений в миграционное законодательство Латвийской Республики, которые впоследствии претерпели существенные изменения с 1 января 2014 года и 1 сентября 2014 года, 1 мая 2017 года, 1 января 2018 года и на начало 2018 года дают возможность инвесторам запросить временный вида на жительство по инвестиционным программам:
- Если иностранец учредил новое или вложил в основной капитал действующего предприятия (АО или ООО) не менее 150 000 EUR, причем штат компании должен быть не менее 50 сотрудников. Годовой оборот или баланс — быть не менее 10 000 000 EUR. На получение вида на жительство могут претендовать не более 3-х инвесторов в одной компании.
- Если иностранец учредил новое или вложил в основной капитал действующего предприятия (АО или ООО) не менее 35 000 EUR, причем компания должна уплачивать в год налоги на сумму не менее 40 000 EUR, а штат компании должен быть не менее 50 сотрудников. Годовой оборот или баланс — быть не менее 10 000 000 EUR. На получение вида на жительство могут претендовать не более 3-х инвесторов в одной компании.
- Основанием для получения вида на жительство в Латвии являются любого рода субординированные обязательства с банком, включая ценные бумаги и т. д. Срок инвестиций — 5 лет, минимальная сумма 280 000 евро или эквивалент в другой валюте.
- Инвестиции в беспроцентные государственные облигации на сумму 250 000 евро.
- Создание или развитие инновационного продукта.
- Приобретение недвижимости. Для получения иностранцу временного вида на жительство в Латвии на основании инвестирования в недвижимость минимальная стоимость приобретаемой недвижимости — 250 тысяч евро, минимальная кадастровая стоимость — 80 тысяч евро, а также требуется уплатить взнос в государственный бюджет в размере 5 % от стоимости приобретаемого недвижимого имущества[3]. Минимальная стоимость приобретаемой недвижимости установлена по всей стране без регионального разделения. Недвижимость приобретается у зарегистрированного в Латвии юридического лица, гражданина или не гражданина страны, также гражданина ЕС или иностранца, который пребывает в Латвии на основании действующего вида на жительство. Помимо этого, недвижимость может приобретаться у компаний, зарегистрированных в Европейском союзе, Европейской экономической зоне и Швейцарии. Сделка должна осуществляться только безналичным расчетом[4].

При получении иностранцем временного вида на жительство в Латвии, члены семьи инвестора (супруг/супруга и их несовершеннолетние дети) также смогут получить временный вид на жительство в Латвии.
Иммиграционный закон Латвийской Республики предусматривает также другие варианты получения временного вида на жительство. Правила Кабинет Министров Латвии устанавливают требования по каждой категории получения временного вида на жительство, для претендентов и членов их семей.
- Объединение семьи (брак, несовершеннолетние дети, родственники до третьей степени, родители достигшие установленного в Латвии пенсионного возраста).
- Бизнес и работа по трудовому договору.
- Стажер и сезонный работник.
- Работа в иностранном филиале или представительстве.
- Обучение в аккредитованном учреждении образования.
- Религиозная деятельность.
- Лечение.
- Реализация международного договора или проекта, в котором участвует Латвия или оказание помощи гос. структурам или структурам самоуправлений Латвии.
- Голубая карта Европейского союза.

Статьи по теме вид на жительство в Латвии.
- Общая сумма инвестиций, на основании которых иностранцы получили вид на жительство, составляет 24 842 413 латов (по данным на 9 сентября 2012 года)[5]. (рус.)
- К октябрю 2011 года вид на жительство в обмен на инвестиции получили 1667 иностранцев[6]. (рус.)
- В 2011 году в обмен на временные виды на жительство в Латвии 1956 иностранцев инвестировали в страну 123 млн латов[7]. (рус.)
- К декабрю 2012 года общее количество иностранцев, попавших под инвесторскую иммиграционную программу составило 4892 человек[8]. (рус.)
- Возможность предоставления вида на жительство в обмен на инвестиции в недвижимость является предметом политических разногласий — так, против него выступает Национальное объединение[9]. (рус.)
- До 1 сентября 2014 года вид на жительство можно было получить, если иностранец приобретал в Латвии одну или несколько недвижимых собственностей в Риге, Рижском регионе планирования или республиканских городах, общая сумма сделок по которым составляла не менее 142 300 EUR, одну или несколько недвижимых собственностей за пределами Риги, Рижского региона планирования[10] или республиканских городов, общая сумма сделок по которым составляла не менее 71 150 EUR, кадастровая стоимость недвижимости в Риге, крупнейших городах Латвии или Рижском регионе планирования должна была составлять, по меньшей мере, 42690 евро, в регионах — не менее 14230 евро.

## Документы, необходимые для получения временного вида на жительство
- Заполненная анкета установленного образца на каждого члена семьи.
- Фотография размером 3 х 4 см на каждого члена семьи.
- Справка об отсутствии судимости (для лиц, старше 14 лет), выданная компетентным учреждением страны гражданства (или проживания, если иностранец пребывал там дольше 12 месяцев).
- Документ, подтверждающий обеспечение необходимого прожиточного минимума на каждого члена семьи на 12 месяцев.
- Документ, подтверждающий предполагаемое место жительства в Латвии.
- Документ, подтверждающий оплату государственной пошлины на каждого члена семьи.
- Документ, подтверждающий родство (свидетельство о браке, о рождении, попечении), если это необходимо.
- Также необходимы документы подтверждающие причину запроса вида на жительства, в зависимости от статьи «Закона об иммиграции». Стоит учесть, что некоторые статьи «Закона об иммиграции» требуют обязательного оформления вызова для вида на жительство.

## Изменение законодательства в отношении граждан России
21 октября 2014 года Комиссия Сейма по обороне, внутренним делам и предотвращению коррупции поддержала поправки к Закону об иммиграции, предполагающие остановку выдачи гражданам России временных видов на жительство при приобретении недвижимости в Латвии.